# مرابي القروض

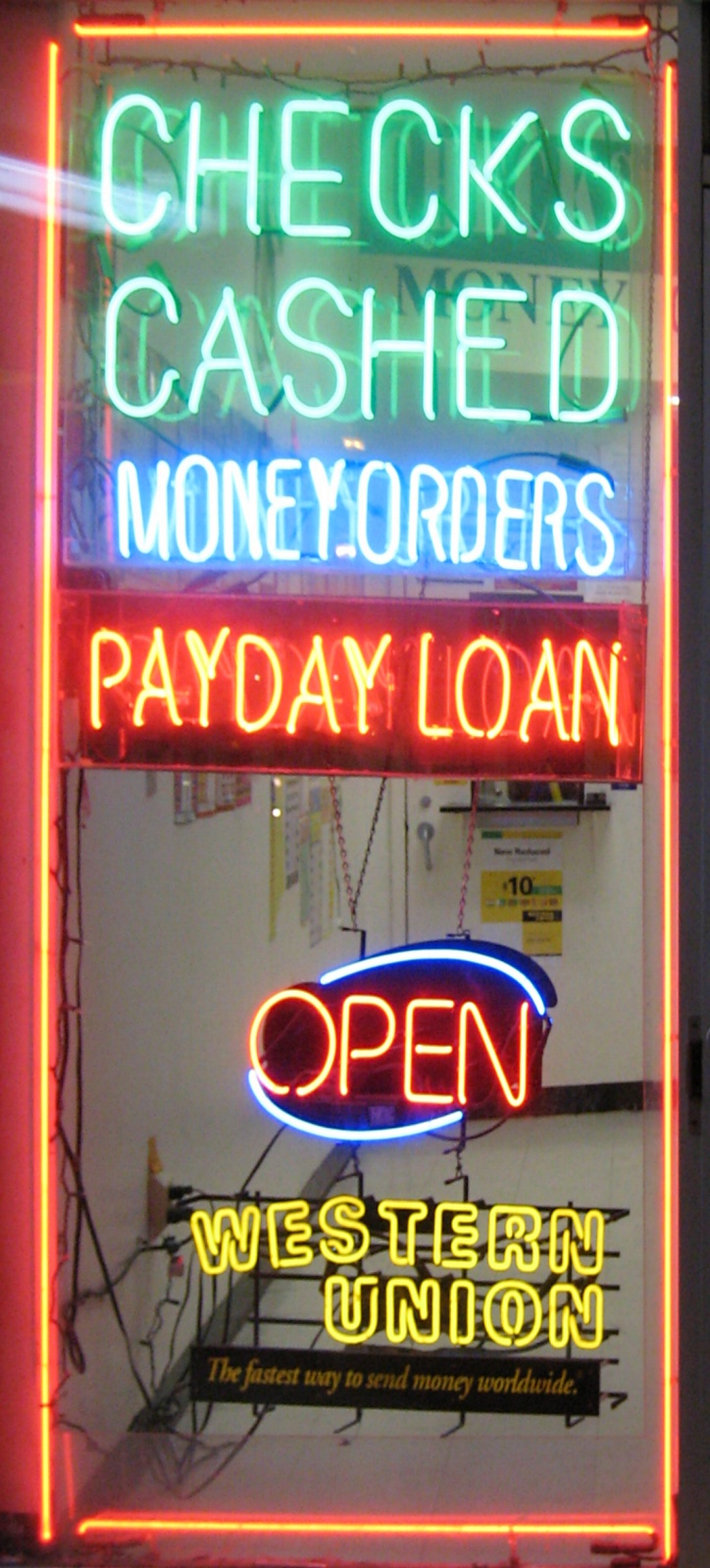
نافذة متجر في فولز تشيرش ، فيرجينيا، الولايات المتحدة. حيث تعتبر بعض العمليات القانونية، مثل السلفة من المقرضين بأجل يوم، قروض من مرابي القروض.

مرابي القروض، هو الشخص الذي يقدم القروض بأسعار فائدة مرتفعة جدًا، ويفرض شروط تحصيل صارمة في حال الفشل في السداد، ويعمل بشكل عام خارج السلطة المحلية. عادة ما تعتبر القروض بفوائد فاحشة غير قانونية، ولكن الإقراض المفترس مع معدلات فائدة عالية للغاية مثل القروض بأجل يوم أو سندات الملكية تعتبر أحيانًا نوعًا من القروض ذات الفوائد الفاحشة.  
من النتائج غير المقصودة في بعض الأحيان لمبادرات محاربة الفقر أن القروض ذات الفائدة الفاحشة من مقرضي التمويل الأصغر الرسميين والتي يتم إقراضها للمقترضين الفقراء. أن يفرض مرابي القروض السداد عن طريق الابتزاز أو التهديد بالعنف. تاريخياً، كان العديد من المرابين يفصلون بين النشاط القانوني والإجرامي. ولكن حاليًا في العالم الغربي، يعتبر مرابي القروض سمة للعالم الإجرامي المخفي.

## اليابان
في اليابان، عادة ما تكون إجراءات المقرضين أكثر مرونة من البنوك. يتطلب قانون مراقبة الإقراض من المقرضين التسجيل في المحافظة فقط، وأيضًا في اليابان، مع استمرار الكساد المستمر منذ عقود، تتردد البنوك في تقديم الأموال وتصبح الإجراءات أكثر تشددًا، وبالتالي أصبح الإقراض الغير قانوني مشكلة اجتماعية عادةً ما يتقاضى المرابين الغير قانونيين فائدة بنسبة تصل إلى %30 أو %50 في 10 أيام (في اليابانية، يُطلق عليها لفظ «توسان» («تو» بمعني عشرة و «سان» بمعني ثلاثة أو ثلاثة من عشرة) أو «توغو» («تو» بمعني عشرة و «غو» بمعني خمسة أو خمسة من عشرة)، أي حوالي 1.442 مليون بالمئة أو 267.5 مليون بالمئة بالسنة. هذا مخالف للقانون الذي يحدد الحد الأقصى لسعر الفائدة عند 20%. وعادة ما يقوم مرابي القروض بأعمال تجارية مع أولئك الذين لا يستطيعون الحصول على المزيد من المال من البنوك، أو قروض المستهلكين المشروعة، أو بطاقات الائتمان.

## أيرلندا
تم انتقاد البنك المركزي الأيرلندي لأنه لم يفعل شيئًا لحماية ذوي الدخل المنخفض، أو الضعفاء أو لديهم مستويات منخفضة من المعرفة المالية من مرابي القروض عندما تبين أن ما يصل إلى 100.000 من كل 360.000 قرض قدمها مقرضو الأموال خالفت القانون.

## إسرائيل
تعتبر القروض بفوائد فاحشة أحد الأنشطة الرئيسية للمافيا الإسرائيلية.

## ماليزيا وسنغافورة
أه لونغ (مشتق من العبارة الكانتونية "大 耳 窿" («ثقب أذن كبير»)) هو مصطلح عام يطلق على مرابي القروض الغير قانونية في ماليزيا وسنغافورة. الذين يقرضون المال للأشخاص الغير قادرين على الحصول على قروض من البنوك أو مصادر قانونية أخرى، ويستهدفون في الغالب المقامرين المعتادين. في كثير من الأحيان، يقومون بالإشهار بشكل سري عن طريق لصق الإعلانات، في الغالب على أعمدة الإنارة وصناديق المرافق حول الأحياء، وهذا يعد تخريب للممتلكات العامة، وبالتالي يتوجب على السلطات إزالة هذه الإعلانات. يفرضون معدلات فائدة عالية (بشكل عام حوالي %40 شهريًا كل أسبوعين) وفقًا للمنظمة التطوعية لمكافحة الجريمة والمخدرات والتنمية الاجتماعية ويهددون كثيرًا بالعنف (وتطبيقه) تجاه أولئك الذين يفشلون في الدفع في الوقت المحدد.

### تكتيكات أه لونغ
عندما يفشل الشخص في الدفع في الوقت المحدد، فإن أه لونغ ستشعل النار أو ترش الطلاء أو تلوث أو تكتب تهديدات بالطلاء أو كعلامات على جدران وممتلكات ذلك الشخص كتهديد بالعنف وتخويف، لشخص المقترض منه سداد القرض. يشتمل الاستخدام الشائع للرسم الرموز "O $ P $" التي تعني «مدينون (لك) بالمال، أدفع المال»، بالإضافة إلى رقم وحدة المدينين. ووفقاً لسلطات الشرطة المحلية، كانت هناك حالات تعرض فيها المقترضون وأفراد أسرهم للضرب أو تضررت ممتلكاتهم أو دمرت، وانتحر بعض الضحايا.

## المملكة المتحدة
ويقدر البحث الذي أجرته الحكومة والوكالات الأخرى أن ما يتراوح بين 165.000 و 200.000 شخص مدينون لمرابي القروض في المملكة المتحدة. تعتبر القروض ذات الفائدة الفاحشة والغير مشروعة على أنها جريمة عالية المستوى (جناية) طبقًا للقانون، بسبب صلاتها بالجريمة المنظمة والعنف الخطير المتضمن. تعتبر القروض بأجل يوم ذات معدلات الفائدة المرتفعة قانونية في كثير من الحالات، وقد تم وصفها بأنها «قروض قانونية ذات فائدة عالية» (من حيث أن الدائن مسجل قانونيًا، ويدفع الضرائب والاشتراكات، ويمكنه استرداد الحوالات في حالة رفع القضية إلى القضاء؛ وبالمثل ليس هناك تهديد للمدين).

## الولايات المتحدة الأمريكية

### مقرضو الرواتب في القرن التاسع عشر
في أواخر القرن التاسع عشر في الولايات المتحدة، جعل انخفاض أسعار الفائدة القانونية القروض الصغيرة غير مربحة، واعتبر الإقراض محدود الوقت علامة على عدم المسؤولية في نظر المجتمع. وهكذا ابتعدت البنوك والمؤسسات المالية الرئيسية الأخرى عن الإقراض الصغير. ومع ذلك، كان هناك الكثير من المقرضين الصغار يقدمون القروض بأسعار فائدة مربحة ولكن مرتفعة بشكل غير قانوني، وقد قدموا أنفسهم على أنهم شرعيون وعملوا علنا خارج المكاتب. كانوا يبحثون فقط عن عملاء لديهم وظيفة ثابتة ومحترمة ودخل منتظم وسمعة جيدة في الحماية. هذا جعلهم أقل عرضة لمغادرة المنطقة قبل سداد ديونهم وأكثر احتمالا أن يكون لديهم سبب مشروع لاقتراض المال. تم تجنب المقامرين والمجرمين وأصناف أخرى غير موثوقة وغير مؤثمنة. لقد جعلوا المقترض يملأ ويوقع عقودًا تبدو مشروعة. على الرغم من أن هذه العقود لم تكن قابلة للتنفيذ قانونيا، إلا أنها كانت على الأقل دليلا على القرض، والذي يمكن للمقرض استخدامه لابتزاز المتخلف عن السداد.
لدفع المتخلفين لدفع، فإن المقرض قد يهدد بإتخاذ إجراءات قانونية. وهذا التهديد ليس إلا خدعة، لأن القرض كان غير قانوني. حيت يفترض المقرض جهل المقترض بالقانون. بدلاً من ذلك، لجأ المقرض إلى التشهير العام، مستغلاً وصمة العار الاجتماعية المتمثلة في الاقتراض من مرابي القروض. كانوا قادرين على تقديم شكوى إلى صاحب عمل المتخلف عن السداد، لأن العديد من أرباب العمل سيفصلون الموظفين الذين يعانون من الديون، بسبب خطر أن يفوم العمال بسرقتهم لسداد الديون. كانوا قادرين على إرسال عملاء للوقوف خارج منزل المخالف، وشجبه بصوت عالٍ، وربما تخريب منزله برسومات أو إشعارات. سواء كان ذلك بسبب السذاجة أو الإحراج، عادة ما يستسلم المقترض ويدفع.
كان العديد من الزبناء موظفين في ورش كبيرة، مثل السكك الحديدية أو الأشغال العامة. كان من المرجح أن تطرد المؤسسات الأكبر حجماً الموظفين لكونهم مدينين، لأن قواعدهم كانت أكثر شخصية، مما جعل الابتزاز أسهل. كان من الأسهل للمقرضين معرفة أي المنظمات الكبيرة فعلت ذلك بدلاً من جمع المعلومات عن العديد من الشركات الصغيرة. تتمتع الشركات الأكبر حجماً بمزيد من الأمن الوظيفي وإمكانية أكبر للترقية، لذلك ضحى الموظفون بالمزيد لضمان عدم طردهم. يمكن لمرابي القرض أيضًا رشوة شركة دفع كبيرة لتقديم معلومات عن العديد من موظفيها. جعلت الرواتب العادية وأيام الدفع المحددة التفاوض على خطط السداد أبسط.
غالبًا ما تم تصميم حجم القرض وخطة السداد بما يتناسب مع وسائل المقترض. كلما كان القرض أصغر، كلما كان سعر الفائدة أعلى، حيث كانت تكاليف تتبع ومتابعة المتخلف (النفقات العامة) هي نفسها مهما كان حجم القرض. كما اختلفت مواقف المقرضين تجاه المتعثرين: فبعضهم كان متساهلاً ومعقولًا، وكان يمنح بسهولة التمديدات وبطيء المضايقة، بينما حاول آخرون بشكل غير مضمون أن يحلبوا كل ما يمكنهم من المقترض (مثل فرض رسوم متأخرة).
نظرًا لأن إقراض الرواتب كان تجارة لا جدال فيها، فإن مالكي هذه الشركات غالبًا ما اختبأوا عن الرأي العام، ووظفوا مديرين لإدارة مكاتبهم بشكل غير مباشر. لتجنب المزيد من جذب الانتباه، وعندما يتم توسيع التجارة إلى مدن أخرى، غالبًا ما يجد المالك شركات جديدة بأسماء مختلفة بدلاً من توسيع شركته الحالية إلى شركة عملاقة وملحوظة جدًا.
كانت العقوبات على المقرضين الغير قانونيين مخففة. كان الإقراض الغير قانوني يعتبر جنحة، وكانت العقوبة هي مصادرة الفائدة وربما رأس المال أيضًا. لكن هذه الإجراءات لم تفرض إلا إذا رفع المقترض دعوى قضائية، وهو ما لا يستطيع تحمله في العادة.
قادت النخب الاجتماعية، مثل رجال الأعمال والمنظمات الخيرية، معارضة للمقرضي الراتب. تم تشجيع رجال الأعمال على عدم طرد الموظفين المدينين لمرابي القروض حتى لا يتمكن مرابي القروض من ابتزاز المدينين لهم («ادفعوا أو سنخبر رئيسك أنك في حالة دين وستتم طردك»). قدمت المؤسسات الخيرية الدعم القانوني للمقترضين المضطربين. وبلغت هذه المعركة ذروتها بصياغة قانون القروض الصغيرة الموحد الذي أوجد فئة جديدة من المقرضين المرخصين. تم سن القانون، أولاً في عدة ولايات في عام 1917، وتم تبنيه من قبل جميع الولايات باستثناء عدد قليل من الولايات بحلول منتصف القرن العشرين. [بحاجة لرقم الصفحة] فرض القانون النموذجي حماية المستهلك وحدد سعر الفائدة على القروض بمبلغ 300 دولار أو أقل عند 3.5% شهريًا (42% سنويًا)، وهو مستوى مربح للقروض الصغيرة. كان على المقرضين إعطاء العملاء نسخًا من جميع المستندات الموقعة. تم حظر رسوم إضافية مثل الرسوم المتأخرة. لم يعد بإمكان المقرض الحصول على توكيل أو اعتراف بحكم على عميل. جعلت قوانين الترخيص هذه من المستحيل على المقرضين الغير الجادين أن يمرروا أنفسهم على أنهم قانونيون. كما بدأت القروض الصغيرة تصبح أكثر قبولًا اجتماعيًا، وبدأت البنوك والمؤسسات الكبيرة الأخرى في تقديمها أيضًا.

### رجال العصابات في القرن العشرين
في عشرينيات وثلاثينيات القرن العشرين، بدأ المدعون الأمريكيون يلاحظون ظهور سلالة جديدة من المقرضين الغير قانونيين الذي استخدموا العنف لفرض الديون. جعلت قوانين المقرضين الصغار الجديدة من المستحيل تقريبًا تخويف العملاء بقشرة من الشرعية، وكان العديد من العملاء أقل عرضة للتشهير لأنهم إما يعملون لحسابهم الخاص أو غير مهتمين بسمعتهم. وبالتالي، كان العنف أداة مهمة، على الرغم من أنه ليس الأداة الوحيدة. عمل مرابي القروض بشكل غير رسمي أكثر من مقرضي الرواتب، مما يعني المزيد من السلطة التقديرية للمقرض وقلة من الأوراق والبيروقراطية للعميل. كما أنهم كانوا على استعداد لخدمة المقترضين ذوي المخاطر العالية التي لا يمسها المقرضون القانونيون.
ولكن نادرا ما تم اتباع تهديدات بالعنف. أحد الأسباب المحتملة هو أن إصابة المقترض يمكن تعيقه عن العمل وبالتالي لا يمكنه أبدًا سداد ديونه. أدرك العديد من المقترضين المنتظمين أن التهديدات كانت في الغالب خدعة وأنهم يمكن أن يفلتوا من المدفوعات المتأخرة. وكانت النتيجة الأكثر تأكيدًا هي أن المقترض الجانح سيتم منعه عن القروض المستقبلية، وهو أمر خطير بالنسبة لأولئك الذين يعتمدون بانتظام على مرابي القروض
كان أحد الأسواق المهمة لمرابي القروض العنيفين هم مشغلي القمار غير القانونيين، الذين لم يتمكنوا من الخضوع للقانون من أجل تحصيل الديون بشكل قانوني. تعاونوا مع مرابي القروض لتزويد الائتمان وجمع المدفوعات من زبنائهم. كما تم تقديم اللصوص والمجرمين الآخرين، الذين كانت ثرواتهم في حالة تدفق متكرر، كما سمحت هذه العلاقات لمرابي القروض بالعمل كتجار للسلع المسروقة. نوع آخر من العملاء ذوي المخاطر العالية هو رجل الأعمال الصغير الذي يعاني من ضائقة مالية صعبة ولم يكن مؤهلاً للحصول على قرض قانوني.
عادةً ما تتم إدارة القروض العنيفة من قبل العصابات الإجرامية، مثل المافيا. العديد من هؤلاء كانوا من المهربين السابقين الذين احتاجوا إلى خط عمل جديد بعد نهاية الحظر. وصولًا إلى الستينيات، نمت قروض مرابي القروض بشكل أكبر من أي وقت مضى، ويمكنها تجميع المعلومات حول المقترضين لتحسين حجم المخاطر وضمان عدم محاولة المقترض سداد قرض واحد عن طريق الاقتراض من مرابي آخر. جعلت سمعة المافيا المخيفة أو العصابة الكبيرة المماثلة تهديد مرابي القرض بالعنف أكثر مصداقية.

### العلاقات مع المافيا

#### أصول «شراء الراتب»، تجريم 1920
على الرغم من أن قانون الإصلاح كان يهدف إلى تجويع مرابي القروض حتى الإنقراض، فقد ازدهرت هذه الأنواع من المقرضين المفترسين وتطورت. بعد حظر الإقراض المرتفع للرواتب، يعيد بعض البائعين غير الشرعيين صياغة المنتج على أنه «شراء رواتب». وزعموا أنهم لم يقدموا قروضًا، لكنهم كانوا يشترون الأجورًا المستقبلية بخصم. انتشر هذا الشكل من مشاركة القروض خلال عشرينيات القرن الماضي وحتى ثلاثينيات القرن الماضي حتى سد مشروع جديد لقانون القروض الصغيرة الموحد الفجوة التي انزلق من خلالها مشتري الرواتب. استمر مرابي القروض الذين يشترون الرواتب في العمل في بعض الولايات الجنوبية بعد الحرب العالمية الثانية لأن معدل الربا كان منخفضًا جدًا لدرجة أن شركات التمويل الشخصي المرخصة لم تتمكن من القيام بأعمال تجارية هناك.

#### بعد التجريم
بدأت الجريمة المنظمة في دخول نشاط السلفة النقدية في ثلاثينيات القرن العشرين، بعد أن تم تجريم الإقراض عالي السعر بموجب قانون القروض الصغيرة الموحد. ظهرت التقارير الأولى عن نشاط مرابي القروض الغوغاء في مدينة نيويورك في عام 1935، ولمدة 15 عامًا، اقتصر الإقراض المالي العالمي على تلك المدينة. لا يوجد سجل لعمليات المنظمات «الربوية» في شيكاغو، على سبيل المثال، حتى الخمسينيات.
في البداية، كان تبادل القروض في العالم السفلي عبارة عن تجارة قروض صغيرة، تخدم نفس السكان الذين يخدمهم مقرضو الرواتب والمشترين. أولئك الذين لجأوا إلى المقرضين الغير قانونيين والذين لم يتمكنوا من الحصول على الائتمان في الشركات المرخصة لأن دخولهم كانت منخفضة للغاية أو كانوا يعتبرون المخاطر ضعيفة. رفضت الشركات التي تعمل ضمن سقف الربا ما يقرب من نصف جميع المتقدمين وتميل إلى تقديم قروض أكبر للرجال المتزوجين الذين لديهم وظائف ثابتة ودخل لائق.
الأشخاص الذين لم يتمكنوا من الحصول على قرض قانوني بنسبة 36% أو 42% في السنة يمكنهم الحصول على سلفة نقدية من أحد أفراد العصابة بمعدل 10% أو 20% في الأسبوع للقروض الصغيرة. بما أن قروض الغوغاء لم تكن مضمونة عادة بأدوات قانونية، تعهد المدينون بسلامتهم الجسدية كضمانات.
في مرحلة مبكرة، كان جزء كبير من عمل مرابي القروض الغوغاء يتكون من الإقراض يوم الدفع . وكان العديد من العملاء كتبة مكاتب وعمال يدويين. جاء صندوق القروض لهذه العمليات من عائدات عدد من عمليات الإبتزاز، وقام كبار الرؤساء بتوزيعه على مرابي الأقل رتبة بمعدل 1٪ أو 2٪ في الأسبوع. يقدم فيلم درجة ثانية ل 1952، بطولة جورج رافت، لمحة عن قروض الغوغاء ليوم الدفع. كانت الواجهة البحرية في بروكلين موقعًا آخر لعمليات تقدم قروض يوم الدفع في العالم السفلي في منتصف القرن تقريبًا.

#### ذروة الستينيات حتى الوقت الحاضر
مع مرور الوقت، ابتعد مرابي القروض الغوغاء عن هذه الأبتزاز الكثيفة للعمالة. بحلول الستينيات، كان العملاء المفضلون هم الشركات الصغيرة والمتوسطة. يتمتع عملاء الشركات بميزة امتلاك الأصول التي يمكن الاستيلاء عليها في حالة التخلف عن السداد، أو استخدامها في الاحتيال أو غسل الأموال. كان المقامرون سوقًا مربحًا آخر، مثل المجرمين الآخرين الذين يحتاجون إلى التمويل لعملياتهم. وبحلول السبعينيات، بدا أن عمليات إقراض رواتب للغوغاء قد تلاشت في الولايات المتحدة.
في ذروتها في الستينيات من القرن الماضي، قُدر أن تسليف القروض في العالم السفلي هو ثاني أكثر الأعمال المربحة للجريمة المنظمة في الولايات المتحدة بعد المقامرة غير القانونية. كانت الصحف في الستينيات مليئة بقصص مثيرة عن المدينين الذين تعرضوا للضرب والتحرش والقتل في بعض الأحيان من قبل مرابي القروض الغوغاء. ومع ذلك، فقد أثارت الدراسات الدقيقة للأعمال التجارية الشكوك حول تواتر استخدام العنف في الممارسة العملية. يمكن أن تكون العلاقات بين الدائن والمدين ودية، حتى عندما تكون «الربا» باهظة، لأن كل منهما يحتاج إلى الآخر. أجرى عملاء مكتب التحقيقات الفدرالي في مدينة واحدة مقابلات مع 115 عميلاً من شركة لمرابي القروض الغوغاء وأظهرت المقابلات أن مدينًا واحدًا فقط تم تهديده. ولم يتعرض أحد للضرب.

### مرابي القروض الغير منتمين للمافيا
لم تحتكر الجريمة المنظمة قط الإقراض داخل السوق السوداء. عمل الكثير من ما يسمى مقرضين الجيب خارج نطاق الجريمة المنظمة، بفرض معدلات فائدة ربوية على السلف النقدية. ونادرا ما لفتت هذه الشبكات الغير رسمية للائتمان انتباه السلطات لكنها ازدهرت في مجموعات لا يخدمها المقرضون المرخصون. حتى اليوم، بعد ارتفاع إقراض يوم الدفع للشركات في الولايات المتحدة، يستمر مرابي القروض الغير المرخصة في العمل في تجمعات المهاجرين والأحياء ذات الدخل المنخفض. يقرضون المال للأشخاص الذين يعملون في القطاع غير الرسمي أو الذين يعتبرون محفوفين بالمخاطر حتى من قبل الدائنين الذين يقومون بصرف الشيكات. البعض تغلب على متأخرات الدفع بينما استولى آخرون على الأصول بدلاً من ذلك. تتراوح أسعارها من 10% إلى 20% في الأسبوع، تمامًا مثل مرابي القروض الغوغاء في السابق.

### المقرضين الغير قياسيين في الولايات المتحدة
في الولايات المتحدة، هناك مقرضون مرخصون لخدمة المقترضين الذين لا يستطيعون التأهل للحصول على قروض مشرطة من المصادر الرئيسية. غالبًا ما يعمل هؤلاء المقرضون الأصغر الغير قياسيين نقدًا، بينما يعمل المقرضون الرئيسيون بشكل متزايد إلكترونيًا فقط ولن يخدموا المقترضين الذين ليس لديهم حسابات مصرفية. مصطلحات مثل الإقراض الثانوي، «الائتمان الاستهلاكي غير القياسي» [بحاجة لمصدر] ، وغالبًا ما تُستخدم قروض يوم الدفع فيما يتعلق بهذا النوع من تمويل المستهلك. إن توفر هذه الخدمات جعل قروض مرابي القروض الاستغلالية والغير قانونية نادرة، لكن هؤلاء المقرضين القانونيين اتهموا أيضًا بالتصرف بطريقة استغلالية. على سبيل المثال، تعرضت عمليات قرض يوم الدفع لانتقادات بسبب فرض «رسوم الخدمة» المتضخمة على خدماتها في صرف «سلفة يوم الدفع»، وهو فعليًا قرض قصير الأجل (لا يزيد عن أسبوع أو أسبوعين) قد يتم تطبيق الرسوم عليه 3 - 5% من المبلغ الأصلي. من خلال المطالبة بفرض رسوم على «خدمة» صرف شيك راتب، بدلاً من مجرد تحصيل فائدة على قرض قصير الأجل، يمكن تجاوز القوانين التي تنظم بصرامة تكاليف إقراض المال بشكل فعال.

### إقراض يوم الدفع
غالبا ما يوصف منتقدو الأعمال المرخصة مقدما يوم الدفع، والتي تقرض المال بمعدلات فائدة عالية على ضمان شيك مؤجل، بمرابي القروض من قبل منتقديهم بسبب ارتفاع أسعار الفائدة التي تحاصر المدينين، رغم التوقف عن الإقراض غير القانوني وممارسات التحصيل العنيفة. حاليا قرض يوم الدفع هو صورة من قرض الراتب في أوائل القرن العشرين، وهو المنتج الذي تم إطلاق لقب "سمك القرش(بالإنجليزية: shark)" عليه في الأصل، ولكنه أصبح الآن قانونيًا في بعض الولايات.
كشفت مقارنة لعام 2001 لمعدلات الإقراض قصير الأجل التي فرضتها نقابة الجريمة المنظمة في شيكاغو وإقراض يوم الدفع في كاليفورنيا أنه، اعتمادًا على الوقت الذي يتم فيه دفع قرض يوم الدفع من قبل المقترض (بشكل عام من 1 إلى 14 يومًا)، فإن سعر الفائدة الذي يتم تحصيله يمكن أن يكون في قرض يوم الدفع أعلى بكثير من سعر الفائدة لقرض مماثل تقدمه نقابة الجريمة المنظمة.